# Ceriana rufipetiolata
Ceriana rufipetiolata är en tvåvingeart som beskrevs av Huo och Ren 2006. Ceriana rufipetiolata ingår i släktet griffelblomflugor, och familjen blomflugor. Inga underarter finns listade i Catalogue of Life.